# NGC 167
NGC 167 ist eine Balken-Spiralgalaxie mit ausgedehnten Sternentstehungsgebieten vom Hubble-Typ SBc im Sternbild Walfisch südlich des Himmelsäquators. Sie ist schätzungsweise 172 Millionen Lichtjahre von der Milchstraße entfernt und hat einen Durchmesser von etwa 50.000 Lichtjahren. 

Im selben Himmelsareal befinden sich u. a. die Galaxien NGC 168, NGC 172, NGC 177.
Das Objekt wurde im Jahr 1886 von dem amerikanischen Astronomen Francis Preserved Leavenworth entdeckt.